# Skladištenje energije
Skladištenje energije je hvatanje energije proizvedene u jednom vremenu za upotrebu u kasnijem vremenu kako bi se smanjila neravnoteža između potražnje za energijom i proizvodnje energije. Uređaj koji skladišti energiju obično se naziva akumulator ili baterija. Energija dolazi u više oblika uključujući zračenje, hemijski, gravitacioni potencijal, električni potencijal, električnu energiju, povišenu temperaturu, latentnu toplotu i kinetičku energiju. Skladištenje energije uključuje pretvaranje energije iz oblika koje je teško skladištiti u pogodnije ili ekonomičnije oblike.
Neke tehnologije obezbeđuju kratkoročno skladištenje energije, dok druge mogu izdržati mnogo duže. Skladištenjem energije u rasutom stanju trenutno dominiraju hidroelektrane, kako konvencionalne, tako i pumpane. Skladištenje energije u mreži je skup metoda koje se koriste za skladištenje energije u velikim razmerama unutar električne mreže.
Uobičajeni primeri skladištenja energije su punjiva baterija, koja skladišti hemijsku energiju koja se lako pretvara u električnu za rad mobilnog telefona; hidroelektrana, koja skladišti energiju u rezervoaru kao gravitacionu potencijalnu energiju; i rezervoari za skladištenje leda, koji noću čuvaju led koji je smrznut jeftinijom energijom da bi se zadovoljile najveće dnevne potrebe za hlađenjem. Fosilna goriva kao što su ugalj i benzin čuvaju drevnu energiju dobijenu od sunčeve svetlosti od strane organizama koji su kasnije umrli, zatrpani i tokom vremena pretvoreni u ova goriva. Hrana (koja se pravi istim procesom kao i fosilna goriva) je oblik energije uskladištene u hemijskom obliku.

## Istorija
U mreži 20. veka električna energija se uglavnom proizvodila sagorevanjem fosilnog goriva. Kada je bilo potrebno manje energije, sagorevano se manje goriva. Hidroenergija, mehanička metoda skladištenja energije, je najrasprostranjenije mehaničko skladištenje energije i koristi se vekovima. Velike brane hidroelektrane su bile skladišta energije više od sto godina. Zabrinutost zbog zagađenja vazduha, uvoza energije i globalnog zagrevanja dovela je do rasta obnovljivih izvora energije kao što su solarna energija i energija vetra. Snaga vetra je nekontrolisana i može se proizvoditi u vreme kada nije potrebna dodatna energija. Solarna energija varira u zavisnosti od oblačnosti i u najboljem slučaju je dostupna samo tokom dnevnih sati, dok potražnja često dostiže vrhunac nakon zalaska sunca (pogledajte krivu patke). Interes za skladištenje energije iz ovih povremenih izvora raste kako industrija obnovljive energije počinje da generiše veći deo ukupne potrošnje energije.  U 2023. BloombergNEF je prognozirao da će ukupna upotreba skladišta energije rasti sa kombinovanom godišnjom stopom rasta od 27 procenata do 2030.

## Literatura
- Chen, Haisheng; Cong, Thang Ngoc; Yang, Wei; Tan, Chunqing; Li, Yongliang; Ding, Yulong (2009). „Progress in electrical energy storage system: A critical review”. Progress in Natural Science. 19 (3): 291—312. Bibcode:2009PNSMI..19..291C. doi:10.1016/j.pnsc.2008.07.014.
- Corum, Lyn. The New Core Technology: Energy storage is part of the smart grid evolution, The Journal of Energy Efficiency and Reliability, December 31, 2009. Discusses: Anaheim Public Utilities Department, lithium ion energy storage, iCel Systems, Beacon Power, Electric Power Research Institute (EPRI), ICEL, Self Generation Incentive Program, ICE Energy, vanadium redox flow, lithium Ion, regenerative fuel cell, ZBB, VRB, lead acid, CAES, and Thermal Energy Storage. (PDF)
- de Oliveira e Silva, G.; Hendrick, P. (2016). „Lead-acid batteries coupled with photovoltaics for increased electricity self-sufficiency in households”. Applied Energy. 178: 856—867. Bibcode:2016ApEn..178..856D. doi:10.1016/j.apenergy.2016.06.003.
- Whittingham, M. Stanley. History, Evolution, and Future Status of Energy Storage, Proceedings of the IEEE, manuscript accepted February 20, 2012, date of publication April 16, 2012; date of current version May 10, 2012, published in Proceedings of the IEEE, Vol. 100, May 13, 2012, 0018–9219, pp. 1518–1534. . doi:10.1109/JPROC.2012.219017 (неактивно 2024-08-23). Недостаје или је празан параметар |title= (помоћ). Retrieved from ieeexplore.ieee.org May 13, 2014. Synopsis: A discussion of the important aspects of energy storage including emerging battery technologies and the importance of storage systems in key application areas, including electronic devices, transportation, and the utility grid. (PDF)
- GA Mansoori, N Enayati, LB Agyarko (2016), Energy: Sources, Utilization, Legislation, Sustainability, Illinois as Model State, World Sci. Pub. Co.,  978-981-4704-00-7
- Díaz-González, Franscisco (2016). Energy storage in power systems. United Kingdom: John Wiley & Sons. ISBN 9781118971321.

## Spoljašnje veze
- U.S. Dept of Energy - Energy Storage Systems Government research center on energy storage technology.
- U.S. Dept of Energy - International Energy Storage Database Архивирано новембар 13, 2013 на сајту  The DOE International Energy Storage Database provides free, up-to-date information on grid-connected energy storage projects and relevant state and federal policies.
- IEEE Special Issue on Massive Energy Storage
- IEA-ECES - International Energy Agency - Energy Conservation through Energy Conservation programme.
- Energy Information Administration Glossary
- Energy Storage Project Regeneration.